# Öppet står Jesu förbarmande hjärta
Öppet står Jesu förbarmande hjärta är en psalmtext författad under 1700-talet av Magnus Brynolf Malmstedt. I Svenska Missionsförbundets sångbok 1920 finns textens fyra 8-strofiga verser till en melodi komponerad av Oscar Ahnfelt. Det är möjligt att Malmstedt endast är författare till den första versen, medan Abraham Falk uppges ha författat verserna 2-4. I anslutning till psalmen står att vers 1 har okänd författare, medan utgivaren i författarregistret anger både Malmstedt och Falk.

## Publicerad i
- Hemlandssånger 1891, nr 234 under rubriken "Tron. Bättringen."
- Metodistkyrkans psalmbok 1896, nr 204 under rubriken "Evangelii löften och förmåner". (verserna 1 och 4 verser lätt bearbetade och undertecknade A. Falk).
- Svenska Missionsförbundets sångbok 1894 som nr 116 under rubriken "Inbjudning".
- Svenska Missionsförbundets sångbok 1920 som nr 186 under rubriken "Kallelse och väckelse".
- Nya Pilgrimssånger 1922, som nr 173 under rubriken "Evangelii inbjudning".
- Sionstoner 1935 som nr 301 under rubriken "Nådens ordning: Väckelse och omvändelse".
- Guds lov 1935 som nr 257 under rubriken "Sånger om frälsningen".
- Sions Sånger 1951 nr 208
- Lova Herren 1988 som nr 335 under rubriken "Frälsningens mottagande genom tron".
- Sions Sånger 1981 som nr 121 under rubriken "Guds nåd i Kristus".